# Patrik Stuchlík
Patrik Stuchlík (* 27. srpna 1996) je český profesionální hráč počítačové hry Counter-Strike: Global Offensive. K herní sérii Counter-Strike (konkrétně verzi 1.5) se dostal díky svému staršímu bratrovi. V roce 2012 vyšlo pokračování úspěšné pokračování této herní série s podtitulem Global Offensive, které se hráč věnuje intenzivněji a získává zkušenosti se soutěžním hraním a LAN turnaji. Stal se kapitánem týmu nEophyte, se kterým společně s Eckem, barb1m, queztonem a frozenem vyhrál Mistrovství České republiky 2015 a ASUS Finals 9. Začátkem roku 2016 přestoupil se svými spoluhráči do týmu eXtatus, kde začal psát novou éru své hráčské kariéry. Následuje obhajoba titulu mistra České republiky, získání zlaté medaile na ROG Finals 10 a odstartování profesionální kariéry. Dev7l je čtyřnásobným mistrem České republiky a dvakrát Slovenské republiky. Dne 1. června 2018 ukončil s týmem eXtatus spolupráci hlavní sponzor, Alza.cz. O měsíc později, konkrétně 5. července 2018 se tým kvůli ztrátě sponzora rozpadl a hráči přešli do nově založeného teamu warmup.